# Mannford (Oklahoma)
Manitou es un pueblo ubicado en los condados de Creek, Pawnee y Tulsa en el estado estadounidense de Oklahoma. En el año 2010 tenía una población de 3076 habitantes y una densidad poblacional de 171,84 personas por km².

## Geografía
Manitou se encuentra ubicado en las coordenadas 36°7′34″N 96°20′32″O / 36.12611, -96.34222 (36.126117, -96.342176).

## Demografía
Según la Oficina del Censo en 2000 los ingresos medios por hogar en la localidad eran de $34,306 y los ingresos medios por familia eran $41,750. Los hombres tenían unos ingresos medios de $32,991 frente a los $20,625 para las mujeres. La renta per cápita para la localidad era de $17,722. Alrededor del 8.5% de la población estaban por debajo del umbral de pobreza.